# Cantón Camilo Ponce Enríquez
Camilo Ponce Enríquez es un cantón de la provincia de Azuay, Ecuador. Se encuentra en la región litoral de la provincia a 3 horas de la ciudad de Cuenca (Ecuador). 
Su cabecera cantonal es la parroquia urbana de Camilo Ponce Enríquez; su cabecera parroquial es la parroquia rural de El Carmen de Pijilí. Sus sitios turísticos más conocidos son Zhumiral y Bella Rica. El cantón es atravesado por el Río Gala.

## Flora y Fauna
Ponce Enríquez se encuentra en el piso tropical noroccidental, que se caracteriza por bosques húmedos. La temperatura media fluctúa entre 22,5 a 25,8 grados centígrados; la pluviosidad alcanza los 3.800mm y la humedad relativa máxima llega al 89%.

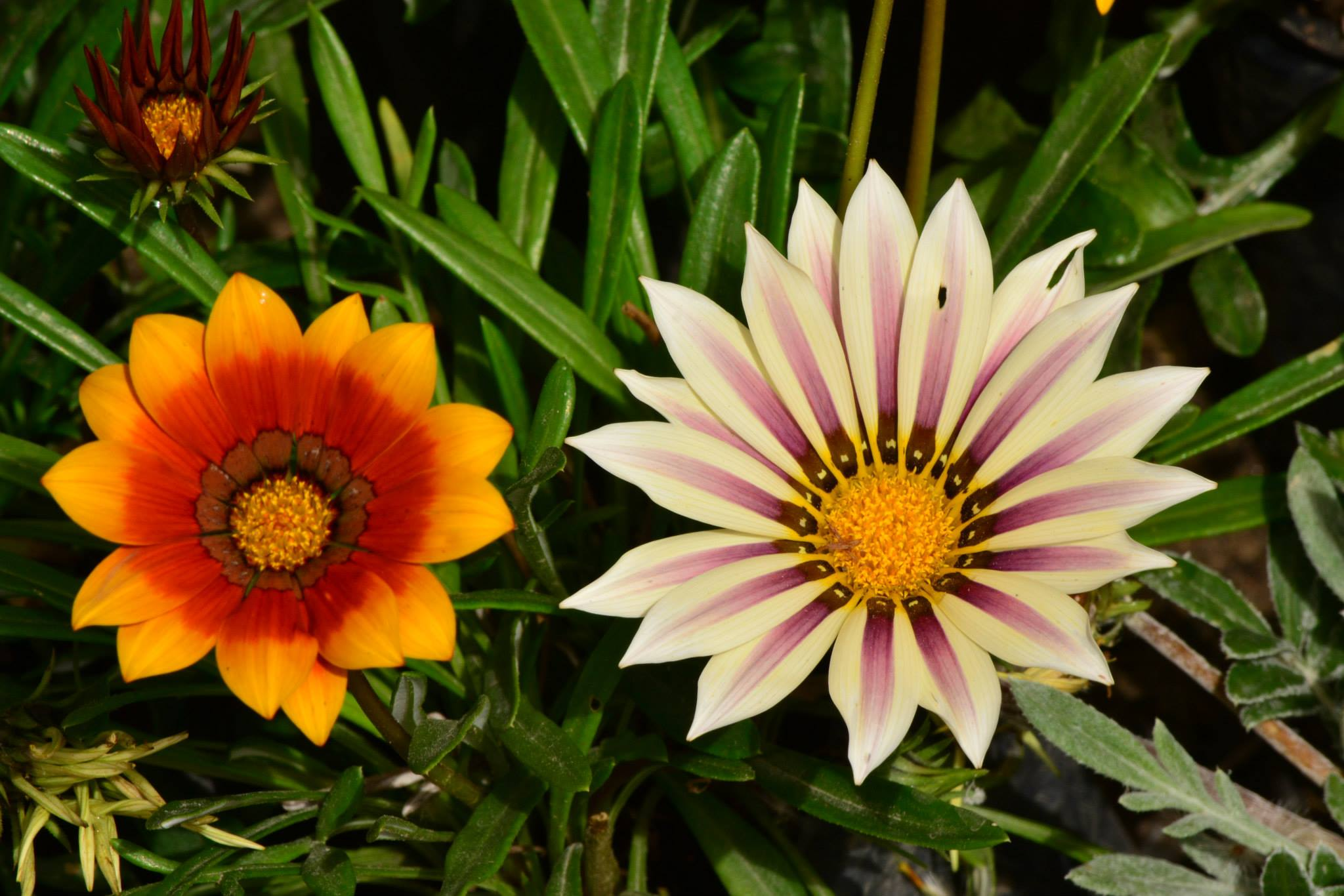
Aquí se ilustra la flora que posee el cantón.

Las especies característica que se encuentra en este lugar son:
Aves: Periquito del Oro y Tucán Arasari Piquipalido.
Mamíferos: Cuchucho de Occidente y Oso Hormiguero.
Anfibios: Chugchumama y Leptodactylus Pentadactylus
La flora de Ponce Enríquez se desarrolla en la formación del Bosque Siempreverde Piemontano. La vegetación se caracteriza por la presencia de árboles grandes que alcanzan los 30m. de altura que conforman el dosel superior. La especie característica que corresponde a este retrato es la palma de la especie Irartea deltoidea, frecuentemente acompañada de especies de los géneros Ficus (higuerones), Persea (jiguas) y Cecropia (guarumos). En ciertas colinas la especie dominante puede ser Oenocarpus bataua (pambil), conocida localmente como Palma real.

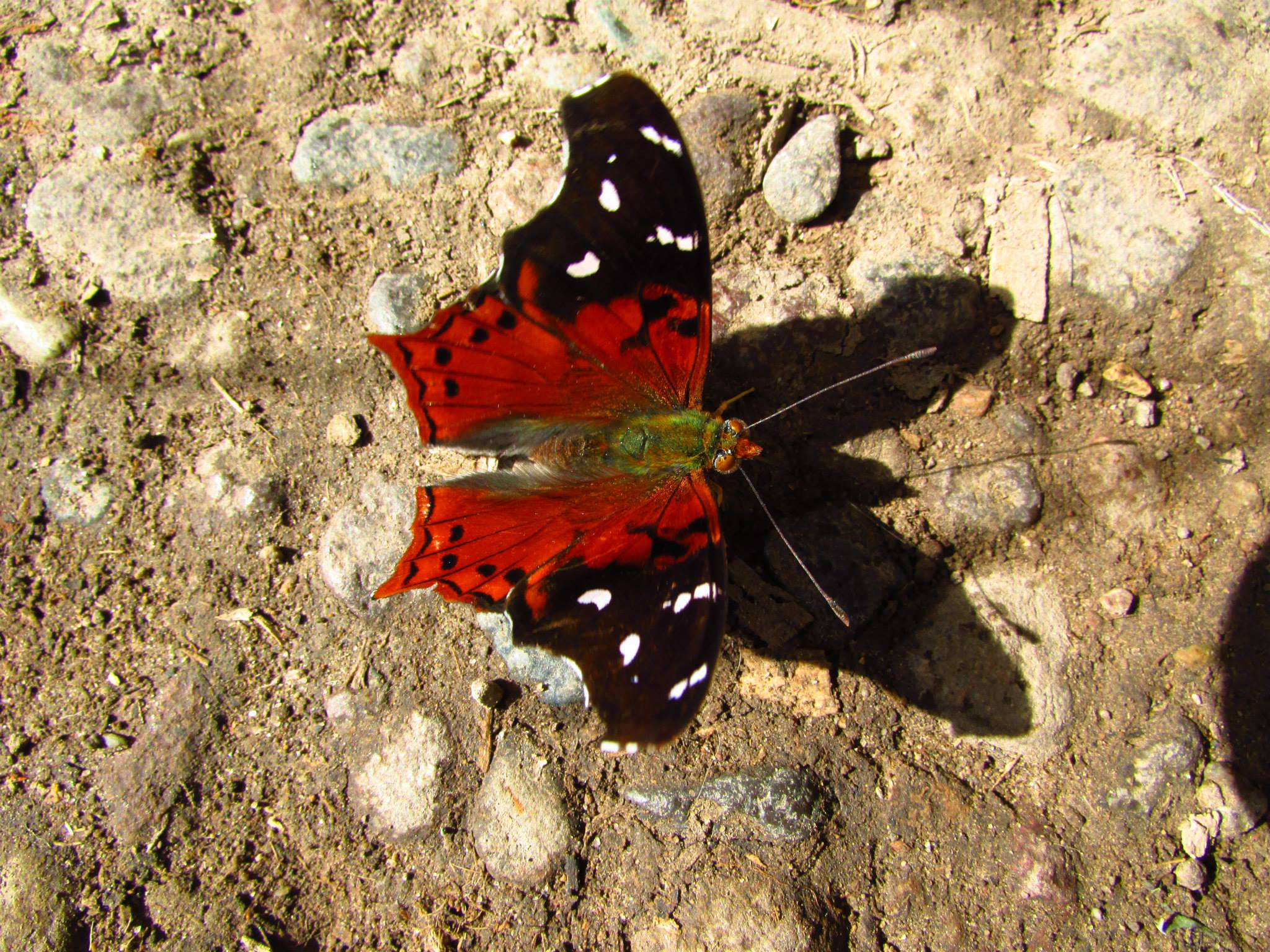
Mariposa entremezclada de tonalidades rojas y negras

## Turismo
Ubicado en el centro del cantón pasa la vía panamericana colocándole en una posición estratégica al cantón para proyectar un futuro como es el turismo, ya que, cuenta con una variada geografía que va desde la planicie ubicada a los 44m s. n. m., hasta los 3600 m s. n. m. de altura situados en las faldas de la Cordillera Occidental de los Andes. Tal riqueza que ofrece este cantón está caracterizada por fuentes hídricas, colinas, montañas , pintorescos poblados, vestigios de culturas prehispánicas, vista panorámica de la planicie costera de la provincia de: El Oro, Guayas e incluso Perú utilizando largavistas; los lugares en el levantamiento de información turística están:

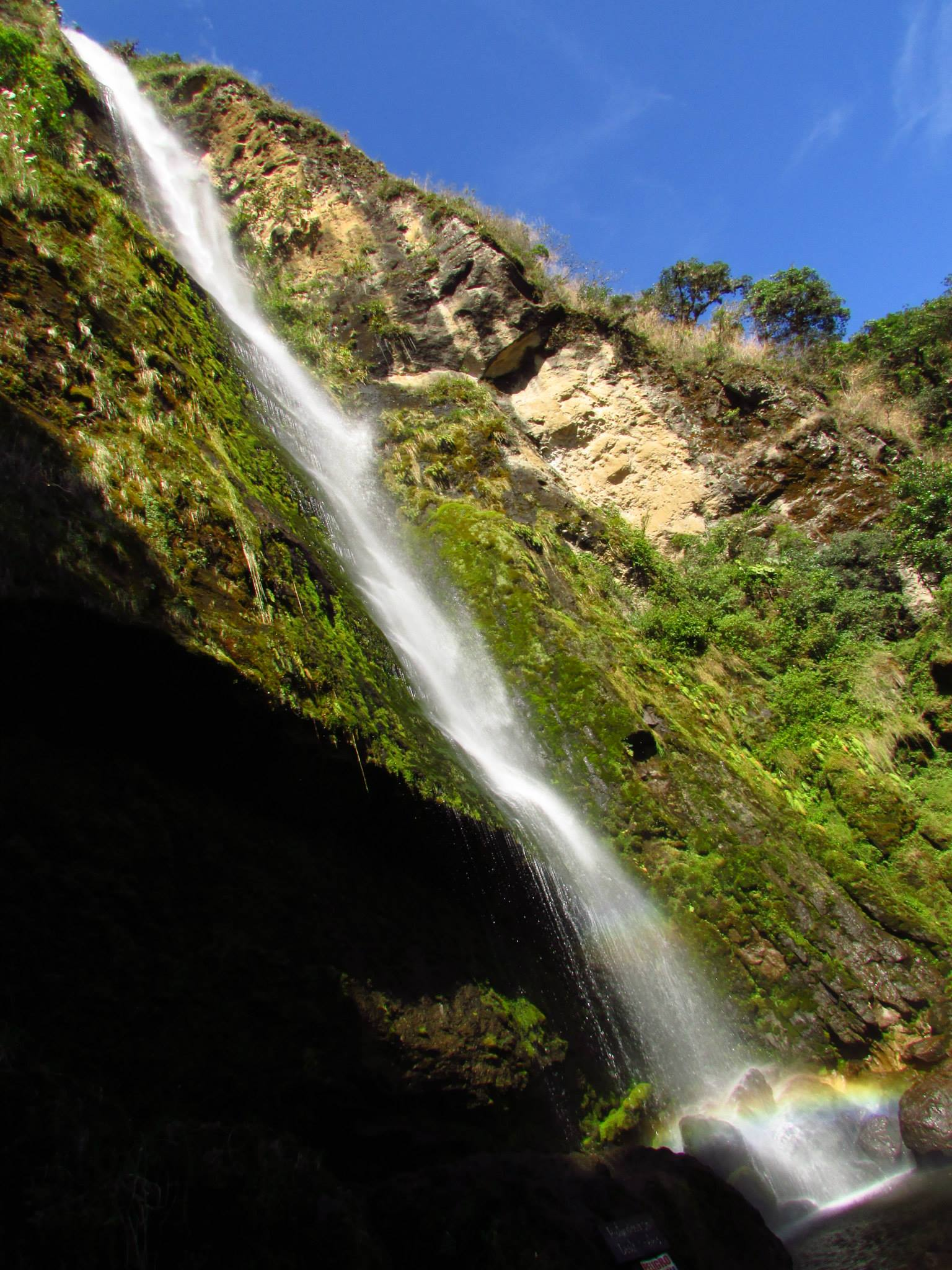
Esta cascada captura una de las muchas cascadas que existe en este cantón

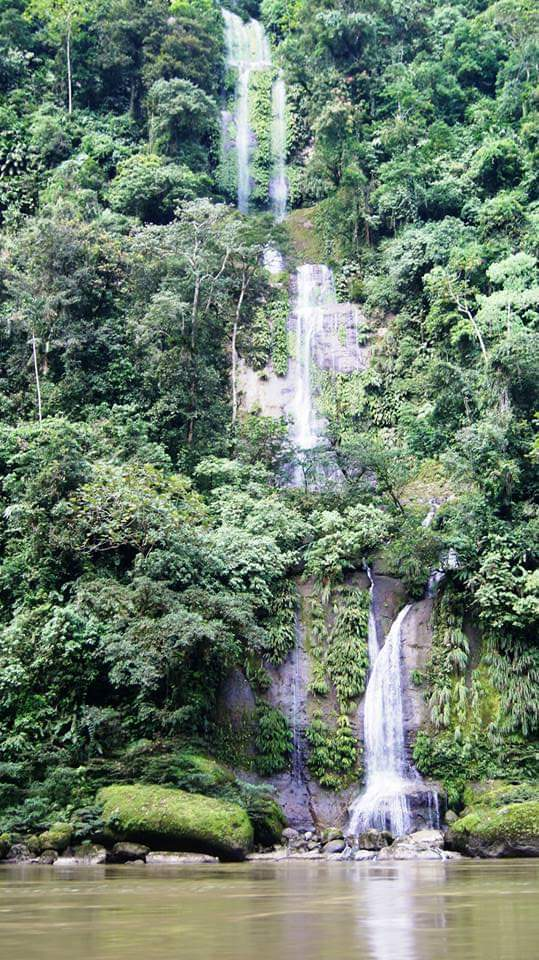
Cascadas del Río Juntas

- Cascadas del Coca
- Petroglifos de la Unión
- Minas en San Gerardo
- Cascada Tenguelillo
- Cascada del Río Juntas
- Cascadas del Río Iñán
- Lago el Mirador
- Tarabitas en el Mirador
- Río Gala
- Aguas Calientes de Shagal
- Cerro Patahuasi
- Cascada Velo de la Novia
- Cascadas de Don Quila

## Demografía
En la población urbana está registrado con: 10.015 habitantes; mientas que en el área rural está registrado con: 12.795 habitantes; es decir, constituyendo el 56,09% del total de la población de este cantón.
Su población es considerada entre edades juveniles y edades media. En el cual, el 49,5% son ciudadanos hombres y el 50,5% son ciudadanas mujeres.
En las comunidades rurales cómo: Bella Rica, La Fortuna, San Gerardo, La Rica , San Antonio ,  y la Unión son sectores en los cuales se realizan actividades mineras con una población fluctuante
La división por razas es:
- Mestizo 91,28%
- Afroecuatoriano 3,69%
- Blanco 2,63%
- Indígena 1,23%
- Montubio 1,16% [4]

La edad media de la población es de 27 años

### Indicadores de Salud
En cuanto a su sistema médico, ha ido mejorando considerablemente durante los últimos 10 años. Actualmente, cuenta con nuevas instalaciones y modernos equipos: sin embargo, el personal dedicado al sector de salud, es escaso. Por lo que, en accidentes mayores, los ciudadanos o extranjeros son trasladados a ciudades más cercanas para que puedan ser mejor atendidos cómo: Machala, Guabo, Naranjal, Guayaquil y Cuenca. Además, el cantón Camilo Ponce Enríquez cuenta con 5 establecimientos para la atención de salud:
Centros de Salud ubicados en: la cabecera cantonal, Bella Rica, Shumiral, Centro Parroquial del Carmen de Pijili y Luz y Guía.

### Indicadores Educacionales
Alumnos de educación básica: 3166 
Alumnos de Bachillerato: 1152
Alumnos de Inicial Básica: 243
Número de planteles educativos: 54
Número de docentes de educación básica: 152
Número de docentes de Bachillerato: 79
La tasa de analfabetismo del cantón bordea el 0,5% comparada con la tasa del país del 2012 del 11,5%. Debido a una campaña de alfabetización con la participación de docentes cubanos en una alianza estratégica con el gobierno nacional, es por eso que su taza de analfabetismo es sumamente baja. Las mujeres constituyen el 55% de analfabetismo, los hombres el 45%. Esto se debe a la cultura, ya que se tiene como obligaciones las tareas domésticas a las mujeres, mientras los hombres estudien y se preparen. Adicional, la preparación universitaria alcanza el 6,3% del grupo de edad comprendida desde los 24 años en adelante, ya que gran parte de la población se traslada a ciudades más grandes cómo: Machala, Guayaquil o Cuenca.
El 28,1% de la población mayor a 10 años tiene analfabetismo digital.

### Indicadores de desarrollo humano y pobreza
El cantón Camilo Ponce Enríquez desarrolló su infraestructura física, en el que brinda: servicio de agua potable, alumbrado público, obras básicas en salud, educación, comunicación, entre otros. También se cuenta con emigrantes peruanos, gracias al tratato de Paz entre Ecuador y Perú en 1998, y de la dolarización del Ecuador ven en la localidad un centro en donde pueden desarrollar su actividad económica.
Del total de población(7087) el 70% del total están por debajo de la línea de pobreza. Mientras que, el 30% está por encima de la línea de pobreza.
El porcentaje de hogares de viviendas propias y totalmente pagadas es de 47,6 %

## Vialidad
El cantón Ponce Enríquez tiene una red vial de 102.8 km que corresponden al 2.52% de la red vial de la provincia del Azuay.
La distancia con Cuenca es de 181 km.

## Industria
El sector industrial de Camilo Ponce Enríquez no se ha desarrollado. Por lo que productos primarios cómo: banano, cacao y otros productos agrícolas son transportados para Machala, Guayaquil o Cuenca, para ser tratados.
En el poblado de Shumiral, está en progreso el proyecto  "Ashumira" para procesar cacao orgánico en el cual se fabrica barras de chocolate dulce y pasta de chocolate. La fábrica de chocolate orgánico “Ashumira” asegura que su producto orgánico es 100% natural. Por lo tanto, sus productos son de comercialización y mercadeo tanto dentro del país Ecuador como a nivel regional.

## Generalidades
- Su principal actividad económica es la minería
- La distancia del cantón con la ciudad de Cuenca es aproximadamente 181km.
- Se encuentra a 35 metros sobre el nivel del mar.
- Tiene tres pisos climáticos: clima tropical, clima subtropical templado, frío.
- Su superficie es de 639,29km²[2]

## Festividades
Entre las festividades del cantón podemos encontrar:
- Fiesta de cantonización: celebrada el 28 de marzo de cada año
- Fiestas patronales en honor a la Santísima Virgen de la Navidad celebrada el 8 de septiembre.[2]

## Atractivos Culturales
- Gracias a su ubicación en la zona costanera, el cantón cuenta con una alta producción ganadera y agrícola que consiste en el cultivo de frutas como maracuyá, papaya, cacao y banano.
- Cuenta con tradiciones como la doma de ganado y el rodeo montubio.
- Además hay cultores de música y danza propia del cantón, donde el relato es parte de la representación.
- El cultivo de cacao ya es considerado una tradición entre la población local.
- El trabajo de la pesca es propio de una gran parte de las familias de Zhumiral, las cuales son hábiles artesanas de redes en nailon o algodón.[2]
- Se utilizan productos locales como el noni para creación de medicina tradicional.[3]

## Gastronomía

### Gastronomía preincaica asociada al cantón
De la época preincaica surgen alimentos hechos a base de maíz, papas y porotos. 
- Del maíz surge: Mote, chuchuca, mazamorras y tortillas. También se cocina el choclo para la preparación de choclomote y se muele para la elaboración de humitas. Con la harina del germen disecado se prepara chicha y vinagre.
- Las papas se comían asadas o en puré. Sirven de base para platos como el llapingacho o locros.
- Los porotos se cocinan tiernos o maduros y se consumen junto con nabos, cuyes, achogchas y otros condimentos.

Las bebida más común es la chicha elaborada del maíz o también de frutas como la mora.
En la parte baja del cantón también se cuenta con yuca, camote, maní, cacao, coco, palmitos, aves, carnes de animales salvajes y frutas tropicales.
Se consume peces debido a su abundancia en los ríos.
El ají también es bastante usado en la comida.

### Gastronomía de la colonia asociada al cantón
Con la llegada de los colonos españoles surgieron otra variedad de productos y recetas que fueron renombradas por los colonos. Entre estos cambios de nombres están:
- A la palta le llamaron pera, a la quinua, arroz pequeño; al mamey, melocotón; a la tuna, higo; a la flor de maguey, alcaparra; a la tortilla, pan; a la chicha, vino.
- Llegaron cerdos, reses y ovejas, pavos, gallinas, ajos y cebollas, trigo, cebada, habas, coles, tomates, cítricos, plátanos y caña de azúcar.
- De la mezcla de ingredientes encontramos el caldo de gallina criolla, el sancocho, las tortillas de maíz con queso, empanadas con queso, llapingachos con queso, y sopas de maíz o papas mezcladas con queso.[3]

### Gastronomía de la república asociada al cantón
Después del fin de la colonización y ya en la época de la república se establece en la cultura gastronómica del cantón platos como el cuy (característico de la parte alta que compone San Gerardo, Naranjillas, San Jacinto y Pijilí), la fritada de chancho, la fanesca (sopa de pescado, huevos y distintos granos), además de especias como la canela y la pimienta que forman parte esencial de la cocina del sector.

## Actividad Minera en Camilo Ponce Enríquez
En la provincia del Azuay cuenta con 4728 habitantes dedicados trabajando en canteras y minas, de los cuales 4038 se encuentran en el cantón Camilo Ponce Enríquez, es decir, más del 85% de este grupo se encuentra trabajando dentro del cantón.  Camilo Ponce Enríquez es uno  de los mayores beneficiarios de capacitaciones a pequeños mineros, pues hasta el año 2015 se llegaron a capacitar 891 mineros artesanales, quedando solo por debajo de Zamora, donde se capacitaron 968
El Campo Mineral Ponce Enríquez ubicado dentro del Subdistrito Machala-Naranjal, en la parte occidental del Distrito Azuay, es conocido por sus depósitos de Cu-Au-Mo en pórfidos y en vetas, brechas y stockworks epi-mesotermales desarrollados dentro de las rocas de caja volcánicas y que están espacialmente relacionados con pórfidos. Es una zona acrecionada propicia para la búsqueda de yacimientos metálicos de origen volcánico o sulfuros masivos estratiformes, depósitos filoneanos de alta temperatura (epi-mesotermal).
En Ponce Enríquez, se estima una producción anual de 65000 oz de Au, de los pequeños mineros y mineros artesanales.
De acuerdo al Plan Nacional de Desarrollo del Sector Minero, el INIGEMM, hizo estudios correspondientes con “los análisis físico-químicos y mineralógicos en sobrenadantes y relaves, generados en amalgamadoras, circuitos de cianuración y flotación; identificación de pasivos ambientales y caracterización de residuos industriales metalúrgicos en los principales sectores donde se realizan actividades de extracción y beneficioAdicionalmente se hicieron estudios en los afluentes generados en 5 unidades que recuperan oro mediante amalgamación con mercurio, concluyó que en el sector de San Gerardo, el cantón Ponce Enríquez, provincia del Azuay  existe un contenido de metales y metaloides (As, Co, Cu, Hg, Pb y Zn) disueltos en los sobrenadantes, que están en un medio ácido con elevada conductividad eléctrica y concentraciones altas de sólidos disueltos totales, sobrepasando el límite establecido por la normativa ambiental vigente. En los relaves se observa la presencia de sulfuros metálicos y concentraciones importantes de mercurio; necesitando un tratamiento de neutralización que evite la acidez y lixiviación de metales
El cantón cuenta con plantas de beneficio en dos parroquias, donde se contempla etapas de trituración, molienda, fundición y refinación de los minerales principales y secundarios extraídos. La parroquia de Camilo Ponce Enríquez cuenta con 55 plantas y Shumiral con 4.
Entre 2005 y 2014, en el Ecuador se estimó una producción aurífera de 6 a 9 t/año. La mayor parte de este Oro provino de las regiones de Nambija, Guaysimi, Chinapintza, Campanilla, Cambana, Sultana del Cóndor, El Pangui, Piuntza, Pachicutza, Congüime, Las Dantas, San Luis, etc., seguido de Portovelo, Zaruma y Ponce Enríquez. El 31% de la producción de oro se realizó en la provincia del Azuay.
Los principales centros de procesamiento mineros en el cantón son: San Gerardo, Carmén de Pijilí, Santa Marta, Bella Rica, San Miguel de Brasil, y Zhumiral.

## Minería ilícita
Según Santiago Correa, el coordinador zonal del Ministerio del Interior, el combate a la minería ilegal es una guerra desigual y difícil de vencer, pero que su responsabilidad como Estado es responder a cada situación y estarán ahí cuando se necesite un desalojo.
A principios de agosto en el Azuay el cerro Pucul fue blanco de las actividades ilegales. Aproximadamente a unos 500 metros en línea recta, se vigiló en medio de las montañas con llanura, una elevación pelada, la cual estaba poblada de cabañas plásticas, en la que se observaba decenas de carpas negras que resaltaban en la superficie lodosa. 
En este cerro se desarrollaron actividades ilegales de minería. El miércoles 31 de julio, 350 policías y militares ejecutaron allí un operativo de intervención al negocio ilícito, no hubo ningún tipo de percance.Hallazgos de filtración de información y aproximadamente las 2 000 personas que trabajaban ilegalmente empezaron a salir desde el 30 de julio de ese año. El desalojo de mineros ilegales en el sector de Pucul es calificado por las autoridades como la intervención más grande en los últimos tiempos en contra de esta actividad.
Grupos de policías formaron un cordón amplio alrededor del cerro intervenido. El primer grupo se instaló en el recinto de San Agustín, casi a cuatro kilómetros del sitio de operación. Entre los mineros hay unos que fueron desalojados en Imbabura. La declaración de uno de ellos fue la siguiente: "Están muchos militares y policías, no podríamos enfrentarlos así quisiéramos, ya que la ley es la ley"
En una primera instancia se neutralizó el trabajo de 75 bocaminas y se confiscaron 1 000 quintales con material mineralizado, un taco de dinamita, tanques de gas, combustible, maquinarias, bombas de aguas y generadores eléctricos.
Se estima que el trabajo lo realizaban algo más de 400 mineros ilegales desde hace aproximadamente un año, pero en la intervención no se detuvo a ninguno ni se iniciaron acciones legales porque cuando ingresaron los 250 policías la gente huyó del lugar y no hubo evidencias de un delito flagrante. La fuerza pública se mantendrá en el lugar para un posible regreso. 
En el cerro Pucul se habían instalado 50 carpas al menos. Cada una tenía un túnel o mina en un costado. Bajo la cara se improvisaron con literas y una cocina. Según uno de los desalojados, en las carpas grandes trabajaban siete mineros y una cocinera. Otras tenían cinc ocupantes. El material que extraían de los túneles los almacenaban en sacos a un costado de las carpas. Después, estos sacos lo transportaban por un sistema de rimas conocidas como: "winches", hasta la carretera. Era un sistema espontáneo pero completo que cruza por 3 cerros.

## Historia
El Cantón Camilo Ponce Enríquez debe su nombre al presidente de Ecuador en el periodo 1956-1960. Anteriormente se llamaba caserío «Río Siete de Mollepongo» viene del quechua molle=árbol, pongo=puerta, es decir «puerta del árbol». Mollepongo pasó a ser considerada por los antepasados una zona de observación y espionaje para las regiones de la Costa y Sierra, esto se confirma por algunas ruinas arqueológicas que han sido encontradas en Guilligua y El Cerro Mirador; esta última pertenece hoy en día al cantón Pucará.  Además este sitio sirvió de nexo entre las culturas del Litoral y la Serranía, lo que causó una estrecha relación entre los pueblos del Río Tenguel y Balao con los Cañaribambas en Cuenca.
El territorio de Camilo Ponce Enríquez estaba ocupado por hacendados, pero a partir de la Reforma agraria empieza el proceso de colonización, con corrientes migratorias de gente de Azuay, de El Oro y Guayas con asentamientos de producción básicamente en actividades agropecuarias con producción de cacao, banano y la actividad ganadera; por otro lado, la actividad minera también empezó a destacar. Inicialmente, se estableció como parroquia del cantón Santa Isabel (1959), luego pasa a ser parte del cantón Pucará y el 28 de marzo de 2002 se crea el cantón Camilo Ponce Enríquez, en el gobierno de Gustavo Noboa Bejarano.

## Información general del cantón
Camilo Ponce Enríquez, se encuentra ubicado en el flanco occidental de la cordillera de Mollepongo. Aunque su constitución como cantón es reciente, su historia está ligada al conjunto provincial en sus inicios la población estaba constituida por pocas familias de la provincia de Azuay. Posteriormente recibió a moradores provenientes a otras provincias como Guayas, Manabí, Loja, Pichincha, Cañar, lo que permitió una relación cultural con repercusiones en una compleja organización social y política de la localidad.  El cantón debe su nombre al señor Doctor Camilo Ponce Enríquez Presidente de Ecuador en el periodo 1956-1960.
Se fundó con el nombre de Caserío Río Siete de Mollepongo, una zona de observación y espionajes para las regiones de la costa y sierra, esto se confirma por algunas ruinas arqueológicas que han sido encontradas en Guilligua y El Cerro Mirador.
La gran mayoría de su gente profesa la religión católica, cuenta con paisajes hermosos, con atractivos naturales que en armonía con la calidez de su gente nos permite conocer más de este joven y próspero cantón.